# カルンウェナン
カルンウェナン（Carnwennan）は、ウェールズのアーサー王伝説に登場するアーサー王の短剣（ダガー）である。
その名前は「柄 (carn)」に「白い」の女性形 (gwen) と「小さい」を意味する接尾辞がついたものと解釈され、「小さな白い柄」などと訳される。
『キルッフとオルウェン』では、アーサーがキルッフに「望みの物を与えよう」と告げた場面で、キルッフに与えることができない、この世で数少ないものの一つとして、カルンウェナンの名を挙げている。
Then said Arthur, "Since thou wilt not remain here, chieftain, thou shalt receive the boon whatsoever thy tongue may name, as far as the wind dries, and the rain moistens, and the sun revolves, and the sea encircles, and the earth extends; save only my ship; and my mantle; and Caledvwlch, my sword; and Rhongomyant, my lance; and Wynebgwrthucher, my shield; and Carnwenhau, my dagger; and Gwenhwyvar, my wife. By the truth of Heaven, thou shalt have it cheerfully, name what thou wilt.—en:s:The Mabinogion/Kilhwch and Olwen、強調は引用者による。
また『キルッフとオルウェン』の後段で、「白魔女」(Orwen) の娘にして魔女の「黒魔女」(Orddu) を討伐する際に、アーサーがカルンウェナンを使用している。魔女の洞窟の入り口から魔女に向かって投げつけることで、魔女を真っ二つにした、と描写されている。
And then Arthur rushed to the door of the cave, and at the door he struck at the witch, with Carnwennan his dagger, and clove her in twain, so that she fell in two parts.—en:s:The Mabinogion/Kilhwch and Olwen、強調は引用者による。
『ウェールズのトライアド』では、カルンウェナンは、アーサーの槍ロンゴミニアドおよびアーサーの剣カラドヴルフと並び、神から彼に与えられた神聖な武器の一つに数えられている。
神が彼に与えし神聖なる武器：彼の槍ロンゴミアント、剣カレドヴルフ、彼の短剣カルンウェナン—
カルンウェナンはウェールズのアーサーの伝承のみにみられる。ジェフリー・オブ・モンマスの『ブリタニア列王史』では、剣カリブルヌス（Caliburnus、カラドヴルフがラテン語化されたもの）および槍ロン（Ron、おそらくロンゴミニアドが短縮されたもの）への言及はあるものの、短剣カルンウェナンに相当するものへの言及はない。トマス・マロリーの『アーサー王の死』では、アーサーが短剣を持ち、それを用いて巨人を殺す場面があるものの、その短剣の名前は示されていない。